# مولدورف
۴۸°۱۴′۳۰″ شمالی ۱۲°۳۱′۳۰″ شرقی / ۴۸٫۲۴۱۶۷°شمالی ۱۲٫۵۲۵۰۰°شرقی
شهر مولدورف (به آلمانی: Mühldorf) در ایالت بایرن در کشور آلمان واقع شده‌است.